# Bjarnarfjarðarháls
Bjarnarfjarðarháls är kullar i republiken Island. De ligger i regionen Västfjordarna, 180 km norr om huvudstaden Reykjavík.